# Сан-Жоржи-ди-Визела
Сан-Жо́ржи-ди-Визе́ла (порт. São Jorge de Vizela) — район (фрегезия) в Португалии, входит в округ Порту. Является составной частью муниципалитета Фелгейраш. По старому административному делению входил в провинцию Дору-Литорал. Входит в экономико-статистический субрегион Тамега, который входит в Северный регион. Население составляет 596 человек на 2001 год. Занимает площадь 1,25 км².